# Chancellorsville

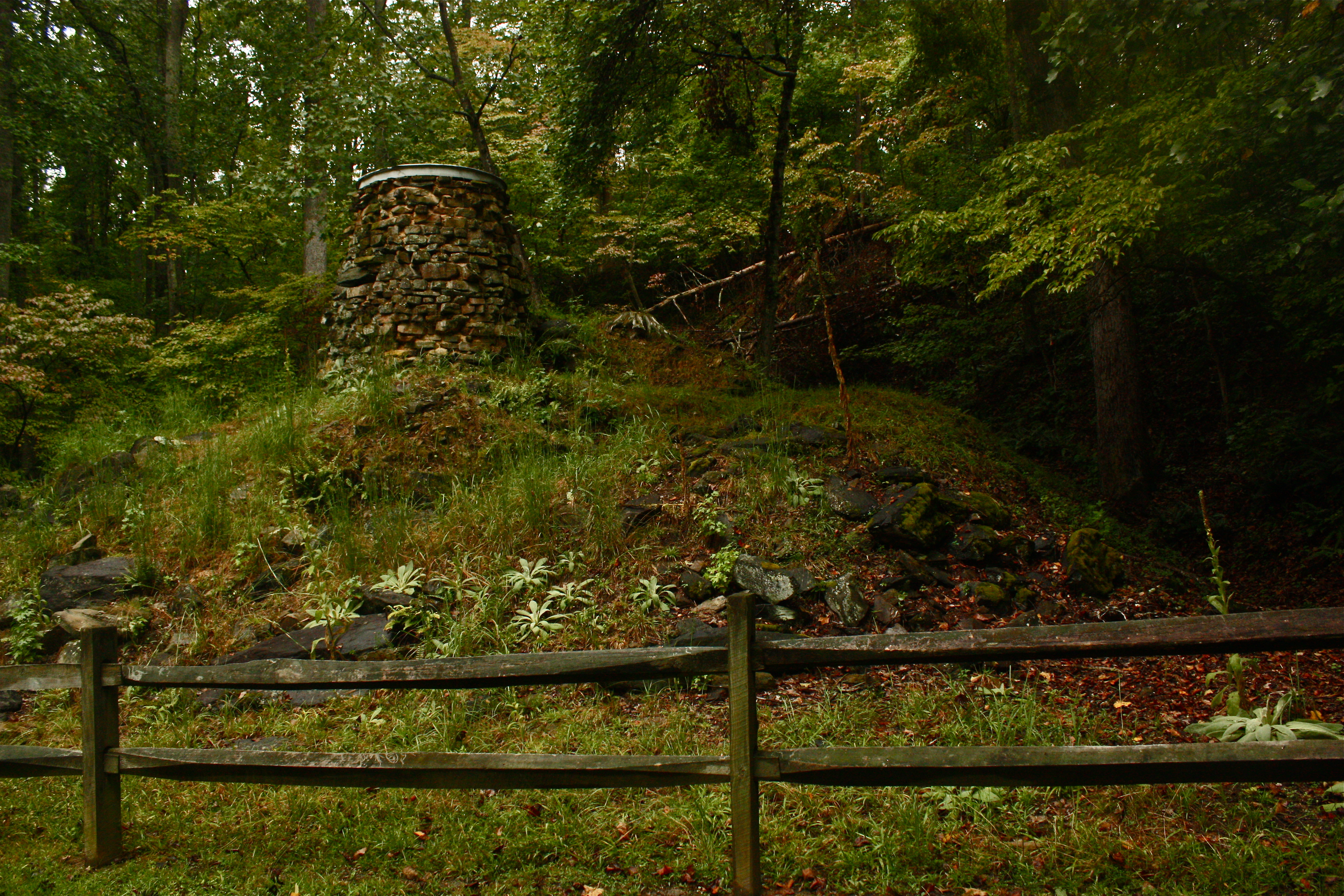
Ruiner efter masugnen vid Catharine Furnace.

Chancellorsville är en mindre ort nära staden Fredericksburg, Virginia i Spotsylvania County, Virginia belägen cirka 80 kilometer söder om Washington D.C. Här utkämpades 1863 Slaget vid Chancellorsville.

## Catharine Furnace
I närheten finns hyttan Catharine Furnace. 